# Famagusta (distrito)

Localização do distrito de Famagusta

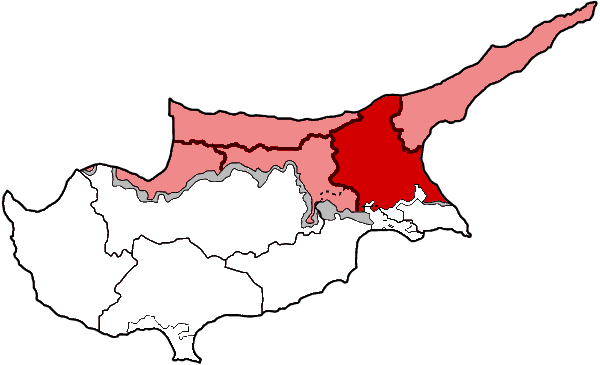
Mapa de Chipre que mostra o distrito de Famagusta Chipre do Norte

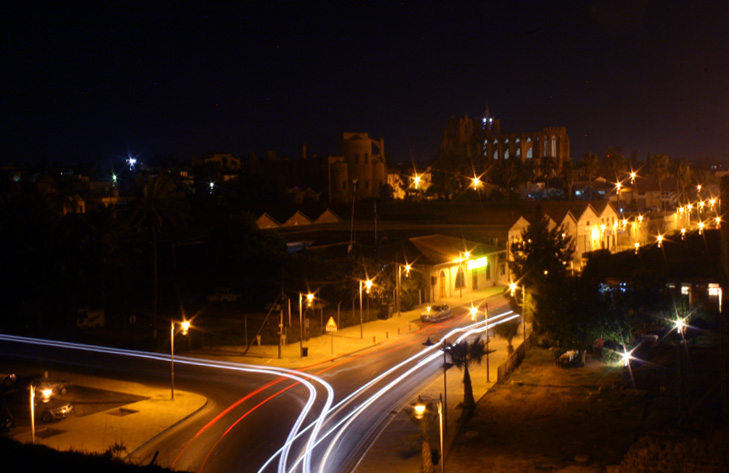
distrito

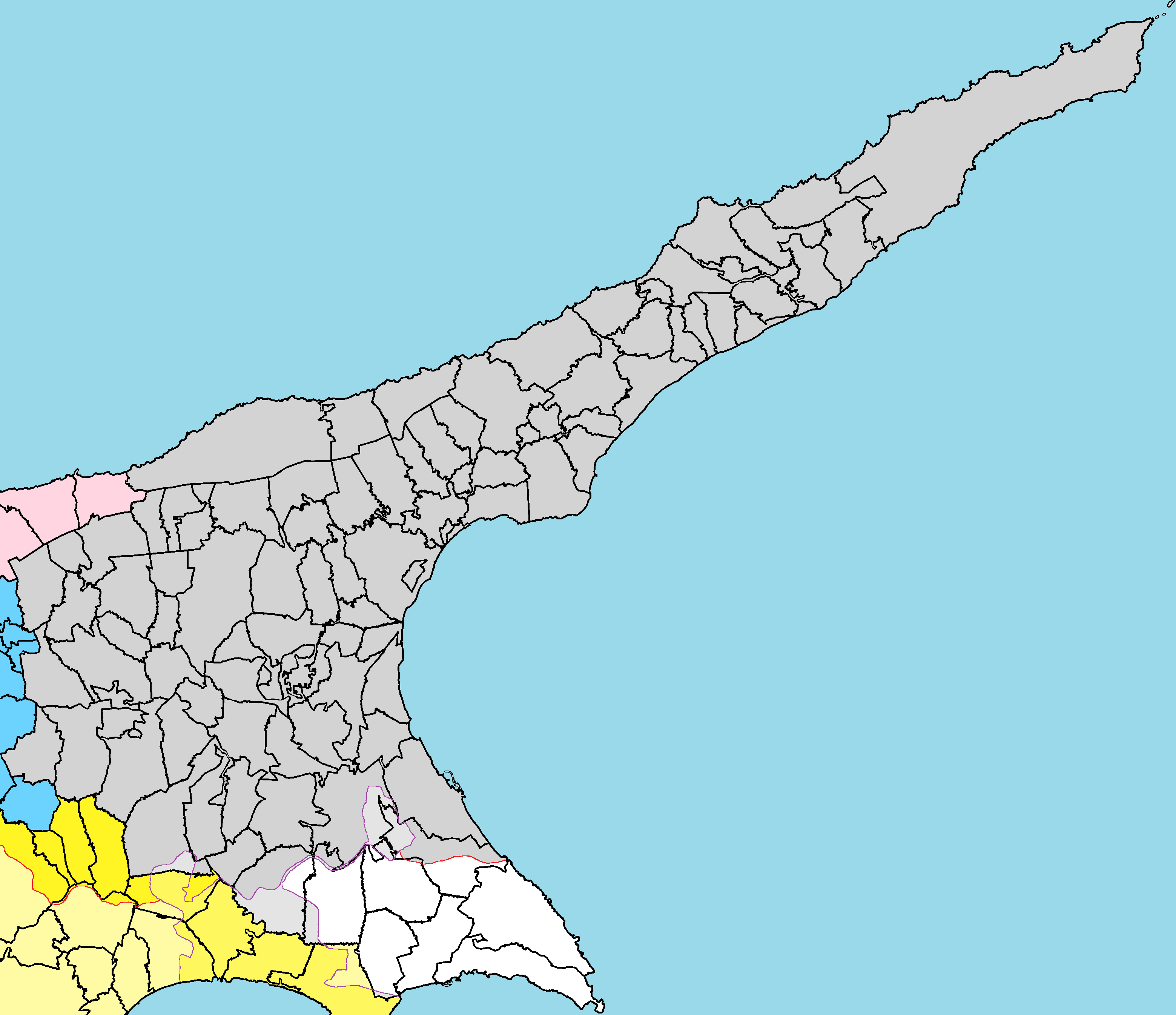
distrito de Famagusta está dividido em municípios

O Distrito de Famagusta (em turco: Mağusa) é um dos 6 distritos de Chipre. Sua principal cidade é Famagusta, o porto mais importante da ilha. A maior parte do distrito está ocupado pelo exército turco desde 1974.
A maior parte do distrito, incluindo a cidade principal, é de fato controlada pela Norte do Chipre, apenas uma pequena área no sul é administrado pela República de Chipre. Esta parte sul do distrito tem 46.629 habitantes. A parte norte do distrito de Famagusta corresponde aos distritos de Gazimağusa e İskele.
Devido à pequena dimensão, a administração distrital também actua como representante dos residentes deslocados da zona de facto.
Havia uma população de 37.738 pessoas em 2001, 44.800 em 2009 e 46.452 em 2011. Destes, 37.016 pessoas. - gregos (79,7%).
A temperatura mais quente em Chipre foi medida na cidade de Lefkoniko na região de Famagusta, para ser exato, 46,6 graus Celsius, 1 de agosto 2010.

## Varosha
É um bairro de Famagusta. Desde os anos 70 Varosha é uma cidade fanstasma, pois a população evacuou o local durante a guerra contra os turcos. As construções estão abandonadas há mais de trinta anos, portanto a cidade está virando ruína lentamente.

## Municípios
De acordo com o Serviço Estatístico de Chipre, o distrito de Famagusta consiste em 90 municípios e 8 cidades.
- Acheritou
- Achna
- Afania
- Agia Trias
- Agios Andronikos (Topçuköy)
- Agios Andronikos
- Agios Chariton
- Agios Efstathios
- Agios Georgios
- Agios Iakovos
- Agios Ilias
- Agios Nikolaos
- Agios Sergios
- Agios Symeon
- Agios Theodoros
- Akanthou
- Aloda
- Angastina
- Ardana
- Arnadi
- Artemi
- Asha
- Avgolida
- Avgorou
- Ayia Napa
- Bogazi
- Davlos
- Deryneia
- Enkomi
- Eptakomi
- Famagusta
- Flamoudi
- Frenaros
- Gaidouras
- Galateia
- Galinoporni
- Gastria
- Genagra
- Gerani
- Gialousa
- Goufes
- Gypsou
- Kalopsida
- Knodara
- Koilanemos
- Koma tou Gialou
- Komi Kebir
- Kontea
- Kornokipos
- Koroveia
- Kouklia
- Krideia
- Lapathos
- Lefkoniko
- Leonarisso
- Limnia
- Liopetri
- Livadia
- Lysi
- Lythrangomi
- Makrasyka
- Mandres
- Maratha
- Marathovounos
- Melanagra
- Melounta
- Milia
- Monarga
- Mousoulita
- Neta
- Ovgoros
- Paralimni
- Patriki
- Peristerona
- Perivolia
- Pigi
- Platani
- Platanissos
- Prastio
- Psyllatos
- Pyrga
- Rizokarpaso
- Santalaris
- Sinta
- Sotira
- Spathariko
- Strongylos
- Stylloi
- Sygkrasi
- Tavros
- Trikomo
- Trypimeni
- Tziaos
- Vasili
- Vathylakas
- Vatili
- Vitsada
- Vokolida